# Upplands runinskrifter 321
Upplands runinskrifter 321 är en vikingatida runsten av granit i Skalmsta, Skånela socken och Sigtuna kommun. Runstenen har ristningar på två sidor, som bildar ungefär rät vinkel med varann. Stenens höjd är 1,6 meter. Runornas höjd är 6-11 centimeter.

## Inskriften
Translitterering av runraden:
§A uitan ' lit · raisa · stain · þinsa · eftiʀ · sun sin -uk · karl · eftiʀ · broþur · sin 
§B siuta sirin · marnu · maþsi · eftiʀ · utulf
Normalisering till runsvenska:
§A uitan let ræisa stæin þennsa æftiʀ sun sinn ok Karl æftiʀ broður sinn. 
§B Svæinn risti runaʀ þessaʀ æftiʀ Uddulf.
Översättning till nusvenska:
$A uitan lät resa denna sten efter sin son och Karl efter sin broder. 
 $B Sven ristade dessa runor efter Uddulv.
Början på ristningen på den andra ristade sidan är skriven med lönnrunor.